# Crypturellus brevirostris
A Crypturellus brevirostris a tinamualakúak (Tinamiformes) rendjébe, ezen belül a tinamufélék (Tinamidae) családjába tartozó faj.

## Rendszerezése
A fajt August von Pelzeln osztrák ornitológus írta le 1863-ban, a Tinamus nembe Tinamus brevirostris néven.

## Előfordulása
Dél-Amerikában, Brazília, Kolumbia, Francia Guyana, Guyana, Peru és Suriname területén honos. Természetes élőhelyei a szubtrópusi és trópusi síkvidéki esőerdők és mocsári erdők. Állandó, nem vonuló faj.

## Megjelenése
Testhossza 28 centiméter.

## Életmódja
Valószínűleg magvakkal táplálkozik.

## Természetvédelmi helyzete
Az elterjedési területe nagyon nagy, egyedszáma ugyan csökken, de még nem éri el a kritikus szintet. A Természetvédelmi Világszövetség Vörös listáján nem fenyegetett fajként szerepel.